# Vadym Mil'ko
Vadym Ivanovyč Mil'ko (in ucraino Вадим Іванович Мілько?; Pervomajs'k, 22 agosto 1986) è un calciatore ucraino, centrocampista del Kolos Kovalivka.

## Carriera

### Club
Ha giocato nella prima divisione ucraina ed in quella bielorussa.

### Nazionale
Ha giocato nelle nazionali giovanili ucraine Under-16, Under-17, Under-18, Under-19 ed Under-21.

## Palmarès

### Club

#### Competizioni nazionali
- Supercoppa d'Ucraina: 1

Dinamo Kiev: 2007